# Bernard Gauthier (syndicaliste)
Pour les articles homonymes, voir Gauthier et Bernard Gauthier.
Bernard Gauthier, surnommé  Rambo né à Rivière-Pentecôte, est un  syndicaliste québécois.

## Biographie

### Jeunesse et carrière militaire
Il passe sa jeunesse près de Port-Cartier. N'aimant pas l'école, il décroche en deuxième secondaire et part à Baie-Comeau pour apprendre le métier de débosseleur. À l'âge de 19 ans, il s'enrôle dans les Forces armées canadiennes. Cela l'amène à visiter plusieurs pays, dont la Norvège, le Koweït et l'Allemagne. En 1990, il est déployé lors de la crise d'Oka. Il quitte l'armée en 1992. Son retour à Port-Cartier amorce un chapitre sombre de sa vie alors qu'il agit comme distributeur de drogue.

### Carrière syndicale

#### Opérateur de machinerie lourde
En 2003, il devient représentant régional du local FTQ 791 des opérateurs de machinerie lourde à Sept-Îles. En 2007, il obtient une suspension de son casier judiciaire pour des événements commis à la fin des années 1990.

#### Commission Charbonneau
En février 2014, il est convoqué à la très médiatisée Commission Charbonneau pour parler du phénomène d'intimidation sur les chantiers de construction de la Romaine. Son passage surprend et il est rapidement placé sous le feu des projecteurs. D'un côté, il est décrit comme un « fier à bras » voulant imposer sa loi dans l'industrie de la construction de la Côte-Nord. De l'autre, il obtient l'appui de nombreux travailleurs en accord avec son discours sur la « mobilité provinciale », une pratique qui ferait perdre des emplois en région. Quelques mois après son passage à la Commission, en décembre 2014, il est reconnu coupable d'intimidation sur un entrepreneur en construction.
En juin 2015, il participe aux barrages routiers voulant dénoncer la pratique de mobilité provinciale. En réaction, un Comité sur l'embauche de la main-d’œuvre régionale sur la Côte-Nord est créé. Celui qu'on appelle désormais uniquement par son surnom, « Rambo », maintient au fil des mois sa position de personnalité médiatique au Québec. Il est d'ailleurs régulièrement caricaturé et il est entre autres personnifié dans des émissions de revue humoristique comme le Bye Bye et ICI Laflaque.
Le 8 octobre 2015, Victor-Lévy Beaulieu publie une biographie sur Bernard Gauthier.
Le 3 décembre 2024, la FTQ le remercie de ses services

### Passage en politique
Bernard Gauthier se dit publiquement « patriote » et en faveur de l'indépendance du Québec. On soupçonne son entrée en politique lors des élections fédérales canadiennes de 2015, mais il ne présente aucune candidature. Le 6 décembre 2016, il annonce officiellement qu'il prendra la tête d'un nouveau parti politique, baptisé Citoyens au pouvoir. Il entend se présenter comme candidat dans la circonscription de Duplessis lors des élections québécoises de 2018. Le 19 décembre 2017, il annonce qu'il quitte la vie politique et publique.

### Militant populiste
En août 2017, il confirme qu'il est membre du groupe de pression d'extrême-droite La Meute. Il s'en détache en septembre en critiquant leur manque de sérieux.
Durant la pandémie de Covid-19, Gauthier manifeste contre la vaccination, les mesures sanitaires et les grands médias. Dans le cadre du mouvement contestataire du Convoi de la liberté, il fait la promotion d'une manifestation à Québec début février 2022,.